# Hrabstwo Crawford (Kansas)

Piramida wieku hrabstwa

Hrabstwo Crawford – hrabstwo położone w USA w stanie Kansas z siedzibą w mieście Girard. Założone 13 lutego 1867 roku.

## Miasta
- Pittsburg
- Frontenac
- Girard
- Arma
- Cherokee
- Mulberry
- McCune
- Arcadia
- Walnut
- Hepler

## CDP
- Chicopee
- Franklin

## Sąsiednie Hrabstwa
- Hrabstwo Bourbon
- Hrabstwo Vernon
- Hrabstwo Barton
- Hrabstwo Jasper
- Hrabstwo Cherokee
- Hrabstwo Labette
- Hrabstwo Neosho